# Luis Nozal López
Luis Nozal López (Dueñas, Palència, 6 de gener de 1915 - Palència, 11 de setembre de 2001) fou un químic i polític espanyol. Llicenciat en química, ingressà al Cos d'Inspectors de Generals Tècnics de Treball. Alhora era membre de Falange Española des dels primers moments (un camisa vella). Ha estat delegat del Ministeri de Treball a Biscaia i Astúries, i subdirector general de Mutualitats Laborals. En els anys 1960 fou president del Sindicat del Metall i procurador en Corts de 1963 a 1966 fins que fou nomenat governador civil d'Alacant, càrrec que va ocupar fins 1969, quan fou nomenat Governador civil de Cadis. Durant el seu mandat es va inaugurar el 1968 el Centre d'Estudis Universitaris d'Alacant.
Va ocupar el càrrec fins a gener de 1974. El febrer de 1974 fou nomenat membre del Consell Nacional del Movimiento Nacional i novament procurador en Corts, càrrec del que en fou destituït en juliol de 1975.